# Margery Resnick
Margery Resnick (Brooklyn, 1944) es catedrática de letras hispánicas en el Instituto Tecnológico de Massachusetts (MIT).
En el MIT, imparte clases de estudios hispánicos y sobre la defensa de la igualdad de oportunidades de las mujeres. Su curso Globalización: lo bueno, lo malo y lo intermedio (Globalization: The Good, the Bad and the In-Between) examina los impactos culturales, artísticos, sociales y políticos de la globalización dentro de un contexto histórico internacional. Entre sus campos de actuación también se encuentra la historia de España, la cultura y literatura posfranquista, la literatura internacional escrita por mujeres y los constructos culturales de la globalización.

## Biografía
Resnick nació en Brooklyn, Nueva York, en 1944, en una familia simpatizante del Partido Demócrata. El entorno familiar estaba concienciado de las diferencias de clase y raza. Tanto Margery como su hermana mayor estudiaron en la Universidad de Indiana.
Se doctoró en Lengua y Literatura Románica en la Universidad de Harvard y después trabajó como profesora asistente de español en la Universidad de Yale. Allí llegó a ser directora de los estudios de español, en 1972, en un departamento en el que era la única mujer. Pasó un año en México (1976), tras el cual empezó a trabajar en el MIT en 1977 como responsable de Lengua y Literatura Extranjera. En este cargo estableció el primer programa de literatura y cultura española del MIT y otro programa de inglés dedicado a atender las necesidades de los estudiantes internacionales. A finales de los años setenta, junto con Jean Jackson, Ruth Perry y otros profesores, fundó los Estudios de la Mujer (Women's Studies) en el MIT, agrupando cursos de diferentes departamentos, lo que se convirtió en 1980 en el programa de Estudios de la Mujer (MIT Program in Women's & Gender Studies). Dirigió este programa desde 1998 hasta 2001.
De 1978 a 1986 fue directora del McCormick Hall, la primera residencia femenina del MIT, fundada en 1963. El McCormick Hall recibe su nombre de Katharine Dexter McCormick, activista que apoyó y financió causas como el sufragismo y el control de la natalidad.
Resnick ha desarrollado programas para estudiantes del MIT en España, incluido un programa intensivo de idiomas. Becas como la d´Arbeloff, le han permitido desarrollar nuevas asignaturas y nuevas formas de enseñanza.
Margery Resnick ha presidido numerosos comités en el MIT, como el Comité Asesor Presidencial sobre Intereses de Mujeres Estudiantes, los Burchard Scholars, el Comité de Disciplina y el Comité de Desempeño Académico.

## Relación con la cultura hispánica
Resnick tiene una estrecha relación con España. Su profesor, Willis Barnstone, le recomendó que, dado que le gustaba la poesía, se planteara estudiar literatura española y le animó a visitar España, cosa que hizo por primera vez en 1965. En la universidad tuvo profesores de lengua y literatura española que eran republicanos exiliados por lo que realizó su tesis doctoral fue sobre Pedro Garfias. Además de la docencia, ha escrito libros y artículos sobre literatura española. También ha vivido y trabajado en México.
Es presidenta del Instituto Internacional, fundación benéfica constituida en Massachusetts en 1892 por educadoras y sufragistas estadounidenses y se estableció en España para favorecer el intercambio educativo y cultural entre los dos países. Conforme a su ideario fundacional, difunde la contribución de las mujeres a todos los ámbitos de la vida pública. El Instituto Internacional ofrece programas educativos para estudiantes de ambos países y colabora con la embajada estadounidense, la comisión Fulbright y universidades españolas.
Imparte algunos de sus cursos del MIT en Madrid. y da cursos para ejecutivos en Estados Unidos y España, así mismo, ha colaborado con la Universidad Carlos III con un curso sobre la Guerra Civil Española.

## Estudios de las Mujeres
Los Estudios de las Mujeres como campo académico comenzaron a tomar forma entre 1970 y 1973. Resnick no los conoció en Harvard, pues se graduó en 1971. Un grupo de profesoras comenzó a tratar el tema en Yale en 1971 y en 1974 Resnick impartió uno por primera vez junto con Katherine McKinnon.
Empezó a trabajar en Yale en 1971,  que sólo admitía alumnas desde 1969. Resnick era una de las siete mujeres de un total de mil doscientos miembros del profesorado y comenzó a denunciar las carencias que las mujeres sufrían, desde la falta de instalaciones a la ausencia de autoras en los currículos. Al ser una de las pocas profesoras de Yale participó en muchos comités y adquirió así un conocimiento de primera mano de muchas cuestiones administrativas, lo que la llevó al convencimiento de la importancia de contratar y promover mujeres. Bajo su mandato, el departamento de español del MIT alcanzó la paridad de género.
Participó en el proyecto Historia Oral de las Mujeres en el MIT (Women's Oral History Project), dirigido por ella misma y sufragado por las propias graduadas de la universidad. Este proyecto busca averiguar el efecto de la educación del MIT en sus propias graduadas. El proyecto enseñaba a las estudiantes a conducir las entrevistas, para luego transcribirlas, editarlas y depositarlas en los archivos del MIT. Estos archivos permiten entender el papel desempeñado por las mujeres en el ámbito de la ciencia y la tecnología, además de ofrecer información a aquellas personas que investigan la historia de las mujeres en el MIT. Las personas entrevistadas no eran solo figuras destacadas, sino que se intentaba incluir a todo tipo de graduadas. Se dio prioridad a las mujeres de mayor edad (Marjorie Pierce, graduada en 1922, fue entrevistada en 1989 y 1991, y falleció en 1999) aunque sin dejar de lado a las demás.

## Otros ámbitos de investigación y docencia
Resnick ha desarrollado también actividad investigadora más allá de los estudios de las mujeres y la literatura española. Se ha dedicado al estudio de la literatura y el cine realizados por mujeres y de la cinematografía en español, así como de la evolución de la cultura en España en las últimas décadas, incluyendo el final de la dictadura franquista. También trata la historia cultural de la globalización. Como académica, Resnick ha impartido diversos cursos que destacan por su novedad. Así el programa sobre Estudios de la Mujer y Género (MIT Program in Women's & Gender Studies), que inició en 1974. Su curso Globalización: lo bueno, lo malo y lo intermedio (Globalization: The Good, the Bad and the In-Between) examina los impactos culturales, artísticos, sociales y políticos de la globalización dentro de un contexto histórico internacional. Otros cursos forman parte de su especialidad de lengua y literatura, donde trata las literaturas europeas y latinoamericanas, y su reflejo en el cine. Combinando su interés por la situación de la mujer, la literatura y la globalización, ha desarrollado cursos como Voces de Mujeres Internacionales (International Women's Voices).

## Obra
El enorme compromiso de Resnick con la docencia, la investigación y la transformación de las mujeres en las entidades educativas, le han impedido ser una autora prolífica, aunque son muchas las obras que reconocen su influencia.
En 1971 editó la antología de la obra de Pedro Garfias De soledad y otros pesares. Ha escrito libros sobre Carme Riera y Concha Méndez. Recopiló y publicó Women Writers in Translation an Annotated Bibliography, 1945-1982, en colaboración con Isabelle Courtivron.
Ha publicado diversos artículos sobre literatura en castellano en la Revista de la Universidad de México y The New York Times,

## Reconocimientos
Ha formado parte de la junta de gobierno del Abraham Lincoln Brigade Board of Archives. Aunque no estudió en el MIT, ha sido miembro honoraria de la asociación de antiguos alumnos del MIT y miembro honoraria de la asociación de antiguas alumnas de la misma universidad (AMITA). Ha recibido diversos galardones por su tarea en el MIT, como los premios Baker y Omega o la condición de MacVicar Fellow.